# نوريكو هيجوتشي
نوريكو هيجوتشي (باليابانية: 樋口 紀子) هي عداءة المسافات الطويلة يابانية، ولدت في 23 مايو 1985 في كيوتو في اليابان.

## وصلات خارجية
- نوريكو هيجوتشي على موقع الاتحاد الدولي لألعاب القوى (الإنجليزية)
- نوريكو هيجوتشي على موقع رابطة إحصائيات سباق الطريق (الإنجليزية)